# We'll Be Together Again (brano musicale)
We'll Be Together Again è un brano musicale del 1945 composto da Carl T. Fischer, con testo di Frankie Laine.
Fischer era il pianista e direttore musicale di Laine quando compose il brano, e a Laine fu chiesto di scriverne il testo. The Pied Pipers furono i primi a pubblicare la canzone, che da allora è stata incisa, oltre che da Laine, anche da cantanti di spicco come Billie Holiday, Frank Sinatra, Louis Armstrong, Julie London, Rosemary Clooney, Lou Rawls.
Numerosi altri musicisti e cantanti jazz hanno registrato We’ll Be Together Again, come il chitarrista Pat Martino, i fratelli Cannonball e Nat Adderley, la cantante Billie Holiday, Stan Kenton, Ben Webster, Jon Hendricks, Carmen McRae e Tony Bennett nel famoso duo con il pianista Bill Evans. Altri duo che hanno inciso la canzone sono stati quelli del chitarrista Joe Pass con il trombonista J. J. Johnson e di Ray Charles con la cantante Benny Carter. A partire dagli anni 2000 diversi artisti hanno riproposto la canzone in CD, tra cui il batterista Cecil Brooks III,  l'armonicista Toots Thielemans, i cantanti Rod Stewart e Jimmy Scott.
Nel suo libro American Popular Song: The Great Innovators, 1900-1950, Alec Wilder afferma: "Questa canzone è una grande illustrazione della raffinatezza delle ballate pop e della loro differenza rispetto alle ballate teatrali. Per esempio, riuscite a immaginare Kern o Rodgers o persino Gershwin che scrivono una canzone del genere? Forse Arlen, ma nessun altro. Berlin ha scritto una canzone simile per uno spettacolo, ma non con la stessa raffinatezza."

## Registrazioni

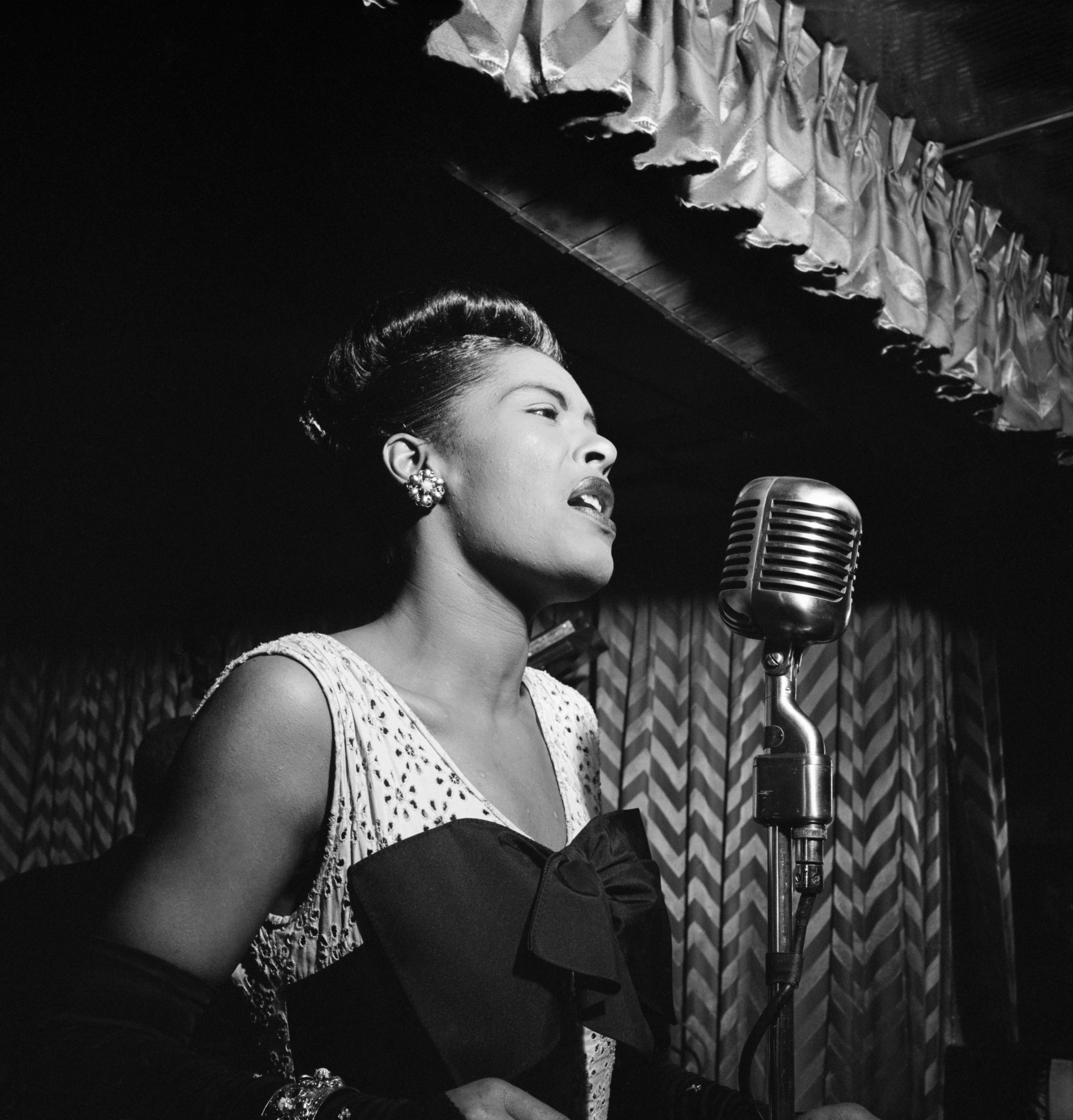
Billie Holiday inserì la canzone nel suo album All or Nothing at All

- Stan Kenton – On AFRS: 1944–45 (vocal: Gene Howard)
- The Pied Pipers – lato B di Lily Belle (1945)
- Frankie Laine – lato B dio Shine (1947)
- Rosemary Clooney – lato B di Mambo Italiano (1954)
- Ben Webster – Music for Loving (1954)
- Johnny Hartman – Songs from the Heart  (1955)
- Carmen McRae – Torchy (1956)
- Gene Ammons – Jammin' with Gene (1956)
- Bing Crosby registrò la canzone nel 1956
- Frank Sinatra – Songs for Swingin' Lovers! (1956)
- Randy Weston – Trio and Solo (1956)
- Ella Fitzgerald – Like Someone in Love (1957)
- Anita O'Day – Anita Sings the Most (1957, reinciso 1994)
- Red Garland – The Red Garland Trio + Eddie "Lockjaw" Davis (1959)
- Billie Holiday – All or Nothing at All (1959)
- Ray Charles e Betty Carter – Ray Charles and Betty Carter (1961)
- McCoy Tyner – Nights of Ballads & Blues (1963)
- Sammy Davis Jr. - Sammy Davis Jr. Sings and Laurindo Almeida Plays (1966)
- Julie London – Easy Does It (1968)
- Tony Bennett e Bill Evans - The Tony Bennett/Bill Evans Album (1975)
- Pat Martino – We'll Be Together Again (1976) con Gil Goldstein
- Woody Shaw – For Sure! (1979)
- Diane Schuur – Diane Schuur & the Count Basie Orchestra (1987)
- Lena Horne – We'll Be Together Again (1994)
- Barbara Cook – All I Ask of You (1999)
- Rod Stewart – It Had To Be You: The Great American Songbook] (2002)
- Dianne Reeves – A Little Moonlight (2003)
- Karin Krog & Steve Kuhn – Together Again (2006)
- June Christy – A Friendly Session, Vol. 3 (2000) con il  Johnny Guarnieri Quintet
- Jan Harbeck – Copenhagen Nocturne (2013)
- Scott Hamilton – The Best Things In Life (2015)
- Jerry Weldon – What's New (2017)
- Walter Smith III – TWIO (2018)
- Seth MacFarlane – Once in a While (2019)